# 790 Pretoria
Pretoria è un asteroide della fascia principale del diametro medio di circa 170,37 km. Scoperto nel 1912, presenta un'orbita caratterizzata da un semiasse maggiore pari a 3,4087466 UA e da un'eccentricità di 0,1510480, inclinata di 20,54922° rispetto all'eclittica.
Stanti i suoi parametri orbitali, è considerato un membro della famiglia Cibele di asteroidi.
Il suo nome è un omaggio alla città di Pretoria, in Sudafrica.